# Visite sous-marine du Maine
Visite sous-marine du Maine, estrenada als Estats Units com Divers at Work on the Wreck of the "Maine" i al Regne Unit com Divers at Work on a Wreck Under Sea o Divers at Work on a Wreck Under Water, és un curtmetratge mut francès deL 1898 de Georges Méliès.

## Sinopsi
L'USS Maine enfonsat es troba al fons del Port de l'Havana. Tres bussejadors amb vestit de busseig estàndard, amb llargues mànegues d'aire que els connecten a la superfície invisible de dalt, s'apropen al naufragi i recuperen un cadàver. Lligant una corda al voltant de la cintura del cadàver, l'aixequen a la superfície mentre continuen explorant el naufragi.

## Producció
Visite sous-marine du Maine va ser una d'una sèrie de quatre actualitats reconstruïdes (actualités reconstituées) filmades per Méliès com a il·lustracions d'incidents recents a la Guerra hispano-estatunidenca.
La pel·lícula està rodada amb un aquari entre la càmera i l'acció, la qual cosa permet incloure aigua i peixos reals al fotograma; una pantalla de gasa pintada davant de la lent augmenta l'efecte aquós. El cadàver és un maniquí.
Com passa amb les seves altres actualitats reconstruïdes, l'estil visual de Méliès per a la pel·lícula va estar influenciat per les il·lustracions de diaris contemporanis, que pretenien dramatitzar els esdeveniments i deixar clars els seus detalls al lector; una altra influència va venir d'espectaculars produccions teatrals, on sovint es feien servir gases i dipòsits d'aigua per a escenes nàutiques. És possible que Méliès hagi acabat la pel·lícula quan ho va fer en part per raons pràctiques de posada en escena: cap al final de l'acció, les mànegues d'aire dels submarinistes comencen a enredar-se entre elles.

## Estrena i recepció
Visite sous-marine du Maine, juntament amb les altres quatre pel·lícules de la sèrie de Méliès sobre la guerra hispanoestatunidenca, es va projectar al teatre de les il·lusions de Méliès, el Théâtre Robert-Houdin de París. La pel·lícula va ser venuda a altres exhibidors per la Star Film Company de Méliès i està numerada 147 als seus catàlegs, on es va anunciar amb el subtítol entre parèntesis plongeurs et poissons vivants. A Gran Bretanya, va ser distribuït per la Warwick Trading Company. Els primers títols de llançament en anglès coneguts són Divers at Work on the Wreck of the "Maine" (per als Estats Units) i Divers at Work on a Wreck Under Sea (per al Regne Unit); Divers at Work on a Wreck Under Water és un altre títol britànic utilitzat per a la pel·lícula.
La pel·lícula va ser l'entrada més reeixida de la sèrie de la Guerra hispanoamericana de Méliès; una crítica francesa de l'1 de maig de 1898 va informar que la pel·lícula era du plus vif intérêt. El mateix Méliès va recordar l'any 1932 que la pel·lícula va agradar a la multitud. La pel·lícula va tenir menys èxit als països sense un fort interès polític per l'estat de la guerra hispanoamericana; quan la pel·lícula es va mostrar a Sherbrooke al Canadà francès el juny de 1898, el públic va respondre negativament i va demanar que es tornessin a mostrar les pel·lícules que havien vist sobre la Passió de Jesús.
Una impressió de la pel·lícula va sobreviure a la col·lecció de la Paisley Philosophical Institution a Escòcia, i va ser donada a la National Film Library de Londres (ara BFI National Archive) als anys 30. En un llibre de 1979 sobre Méliès, l'historiador del cinema John Frazer va elogiar el detall visual de la pel·lícula i va comentar: "Per les persones sense sofisticació mediàtica, hauria estat difícil no creure en la veracitat d'aquesta escena". Ezra va destacar la combinació de la pel·lícula d'un format d'actualitat amb una "narrativa coherent, encara que esquelètica", així com els tocs realistes de la pel·lícula, "que semblaven encara més autèntics" per la presència contrastada del maniquí òbviament fals.